# 光華商場
光華商場是位於臺灣臺北市中正區新生北路市民大道交叉口的臺北市公有商場。其商場內由原位於中正區與中山區、大安區交界處的光華陸橋下方之光華商場，以及原位在西寧南路的西寧電子商場攤商所組成。

## 簡介
光華商場最早是作為二手書店的安置場地開始營運，歷經多年發展之後，光華商場與週邊的地區已經發展成一個廣大的資訊產品商圈、電子街，也是不少臺北地區的居民耳熟能詳的地標之一，常與日本東京都的秋葉原相提並論。然而由於光華橋在多年的使用後已經過度老舊有結構上的安全疑慮，再加上縱貫鐵路在臺北市區內的路段施行地下化，原本作為跨越鐵路用的陸橋已經無實際作用，因此臺北市政府已經於2006年1月29日拆除光華陸橋，光華陸橋與臺北1960年代另一個著名的綜合商場「中華商場」一起步入歷史。在大樓施工的兩年間，在市民大道、金山北路交叉口設置臨時商場；新大樓「光華數位新天地」於2008年7月17日進行試賣，於2008年7月19日正式開幕營業，地址為臺北市中正區市民大道三段8號。

## 歷史

### 光華陸橋

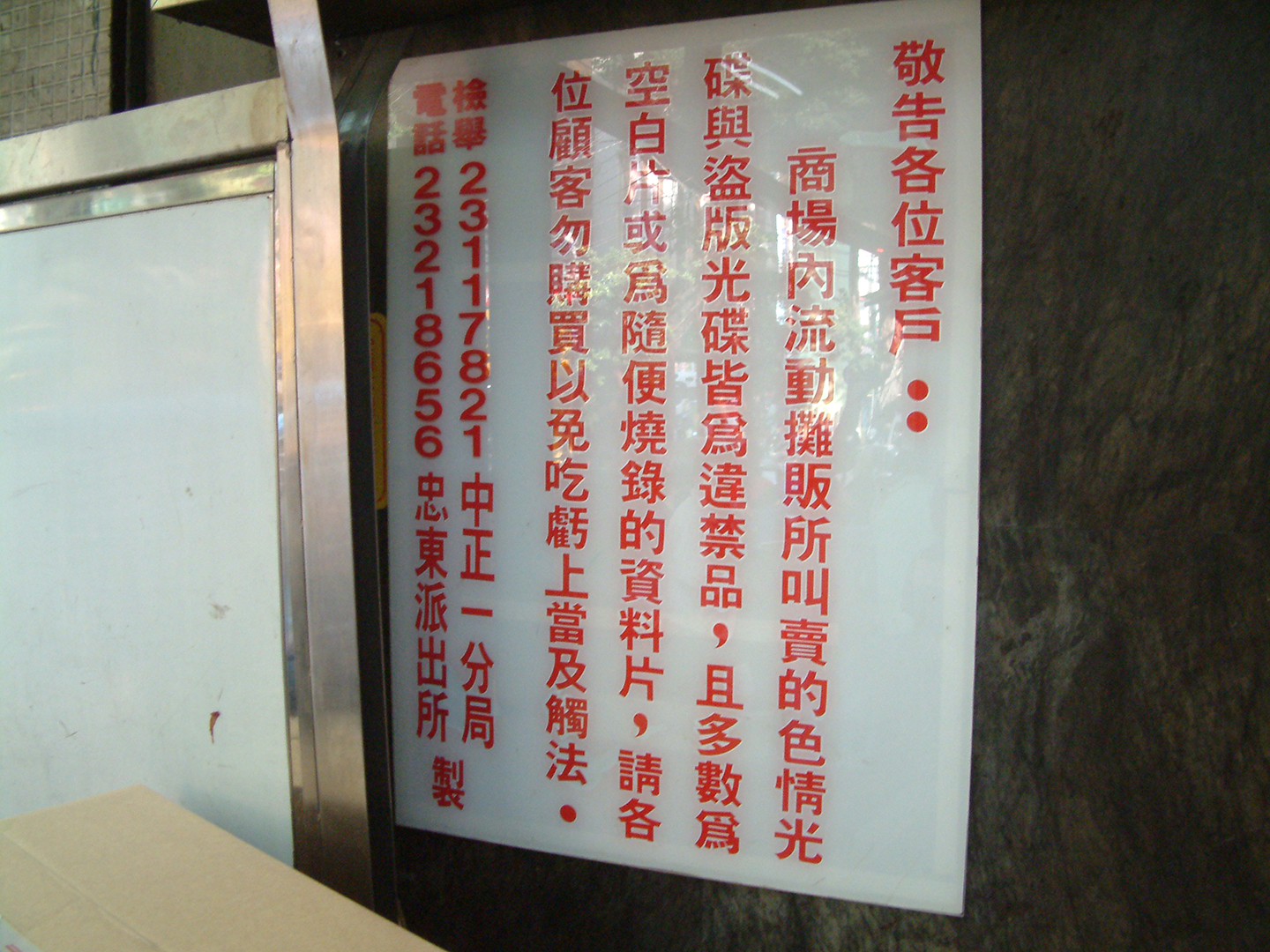
防盜版標語

清乾隆年間，郭錫瑠父子在臺北盆地中開闢一條水圳，作為市區範圍內農田的灌溉用途，也就是後來的瑠公圳。日治時期1933年時，在「特一號排水溝」（含瑠公圳第二幹線）兩旁先是開拓了六公尺寬的道路，通稱為「堀川通」，並在此處設立一個稱為「北臺北乘降場」的簡易鐵路車站，戰後改稱新生車站。
1945年時，特一號排水溝兩旁的六公尺寬道路（堀川通）被臺北市政府命名為「新生南路」。1963年，位於新生南路正北方，隔著縱貫鐵路鐵路平交道（今市民大道）的方向，有條新修築的40公尺寬的松江路正式完工通車。
由於松江路和新生南路的道路寬度相差甚大（松江路路寬40公尺，相較之下新生南路僅有6公尺寬），當局於是對已經失去灌溉功能、主要被用來當作都市污水排放系統的特一號排水溝進行加蓋工程，並配合兩岸原本已經存在的六公尺寬道路，新生南路於是由六公尺拓寬成47公尺。
在臺北市鐵路尚未地下化的年代，鐵路南北兩地的連絡並不如今日這麼樣的方便，連結鐵路南北兩地交通的鐵路平交道，往往成為交通瓶頸的所在，況且新生南路和松江路的交匯的鐵路平交道，事實上並不只是這兩條路的交界而已，該平交道實為松江路、新生北路和新生南路三條大路的共同交界處，且該平交道附近不遠處還有交通同樣繁忙的八德路交匯於新生南路，換句話說所有行駛新生北路、新生南路、松江路和八德路的車輛，皆有可能行駛此一鐵路平交道，這已經不是一般的鐵路平交道所能承受的交通流量。
為了降低鐵路平交道的負荷，當局設計連結松江路和新生南路的光華陸橋，這個路橋同時跨過了鐵路和八德路，這使得松江路和新生南路上的車輛可以直接透過路橋連繫彼此而不用經過鐵路平交道和八德路。至於原本存在地面上的鐵路平交道，則只要負擔新生北路和八德路上的車流即可。兩項工程是在1971年9月1日時完工通車，大幅度的改善了當地的交通。

### 商場成立

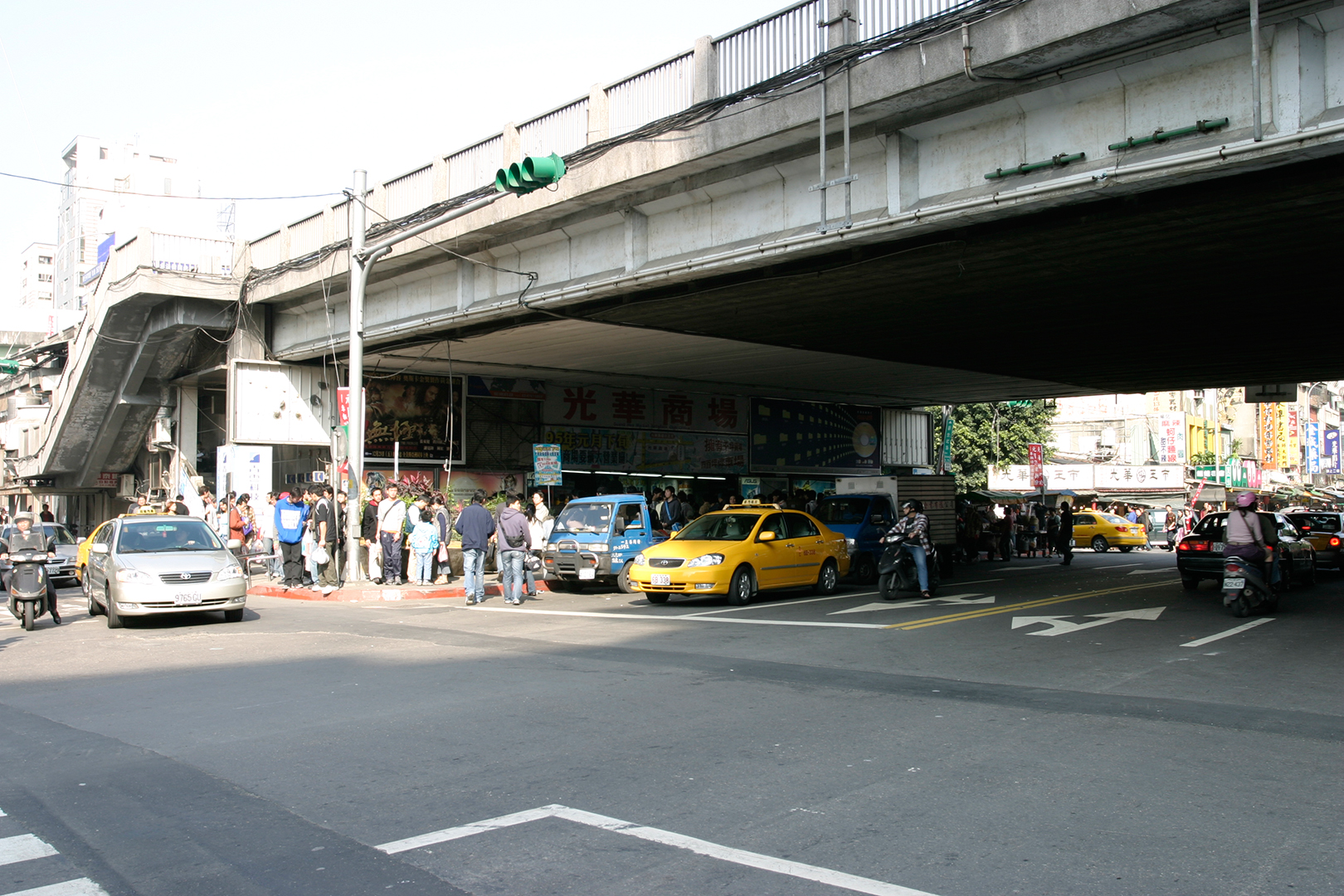
昔日位於光華橋下的光華商場

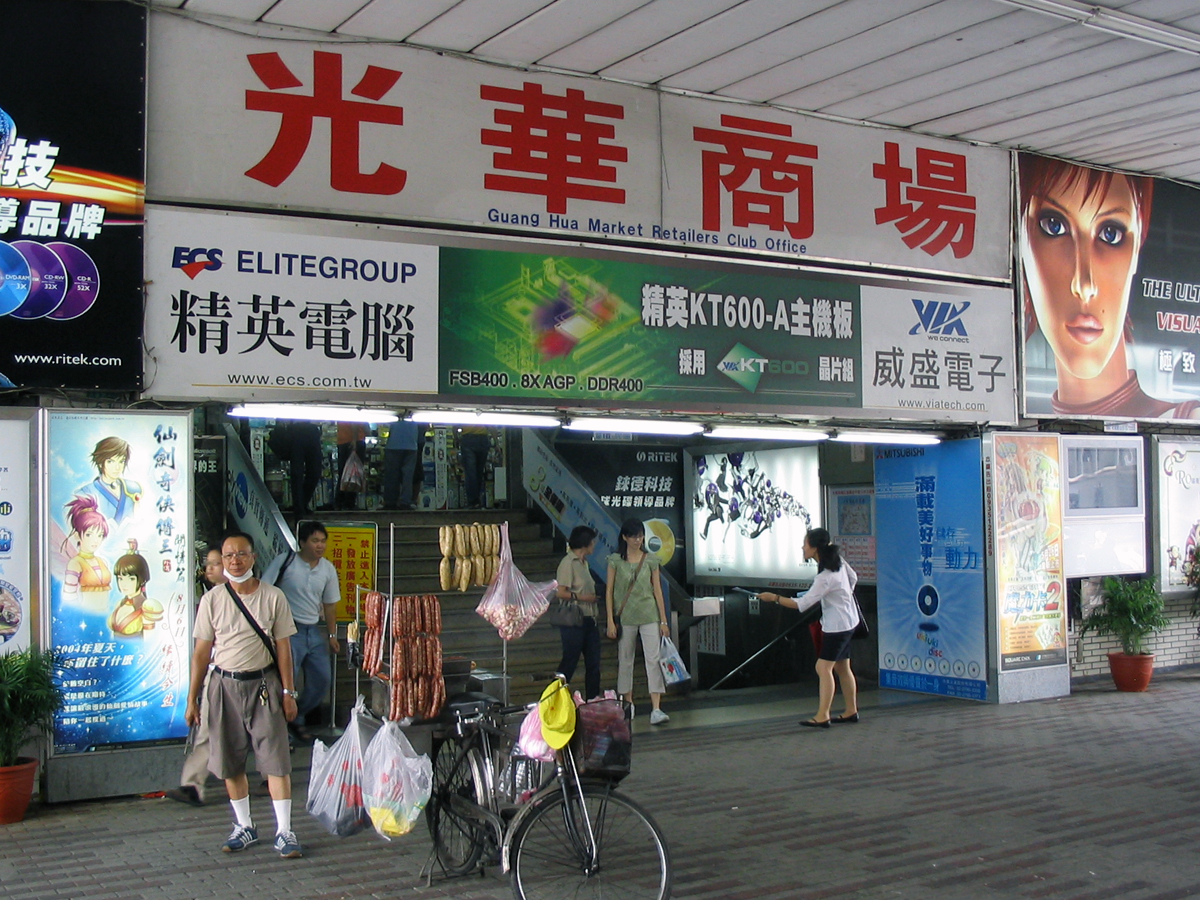
昔日位於光華橋下的光華商場大門

1973年4月，市政府利用光華陸橋下的公共空間設立光華商場，與已經被拆除的中華商場一樣，是臺北市最早興起公有商場。
創立初期商場內部的設施非常簡陋，每單位僅有兩坪大小的空間也頗為侷促，最初的商家主要來自牯嶺街的舊書攤與八德路一帶被拆除的違建戶。因牯嶺街人行道及排水工程定案，58家舊書攤集體遷徙至光華商場，自此光華商場便取代牯嶺街成為舊書街的代名詞。
舊書店位居地下樓層，因出版事業大幅成長，讀書人對舊書需求降低，舊書業者多半轉向專、兼營新書或改營武俠小說及漫画书專門店，甚至銷售錄音帶、錄影帶、海報等青少年需求品。舊書業的不景氣，除了環境變遷外，兩岸圖書的解禁亦是重要原因：以往只有在舊書店才找得到的史料禁書，如今不再是學者們唯一的尋寶處所。因此舊書業沒落，取而代之的是光華商場多元化及綜合性的經營。

### 轉型
雖然最初商家主要營業項目是以二手書，但在1979年之後又慢慢導入古董、玉器的買賣與更新興的電子零件銷售。1979年臺北與華府斷交後，駐臺美軍撤防，遺留下大量的電子器材零件，流入光華商場的二手貨商手中，加上商場緊鄰省立臺北工專（今日的國立臺北科技大學）有充分的市場需求，使得光華商場漸漸轉變為臺灣音響與電子零件市場的先鋒。1985年位在光華商場隔鄰的國際電子廣場成立，適逢臺灣電子代工產業興起，原本以販售電子零件為主的商家們也開始轉型銷售各式電腦硬體與軟體，周圍兩條街道內的區域也開始開設起相關的電子、音響、通訊與電腦賣店。
至於古董業方面，由於陸續有許多流動的古董攤販聚集在商場周圍，1987年，臺北市長許水德在商場東側成立假日玉市跳蚤市場，並在運作一年餘之後遷至建國高架橋下，也連帶使得光華商場的古董業逐漸式微。目前僅在新生南路東側及八德路北側的人行道設有玉市。
除了電腦與二手書籍外，早年由於政府方面對於日本文化出版製品設有流通限制，包括日文書籍與電影、遊戲軟體等都無法透過正式的代理管道輸入，因此一些民間的盜版製品都集中在光華商場地區銷售。隨著日文出版品的解禁，今日光華商場諸多商家已經改銷售有合法授權的日文書籍（主要是漫畫作品）與日文影片的影音光碟。

### 商圈的成形
1992年，因應鐵路地下化工程的需要，中華商場被拆除，許多該商場的電腦商品業者轉進光華商場週邊的八德路與新生南路，逐漸開始形成一個商圈。除了光華商場本身外，週遭地區也陸續成立了功能類似的新光華商場、國際電子廣場、現代生活廣場與三普廣場（主要是古董業的店家集散），以及沿著兩條交叉道路往四方擴散的帶狀商店街，類似東京的秋葉原、倫敦的牛津街及圖騰漢廳路一帶等著名消費電子產品販賣店密集區。

### 拆除遷移

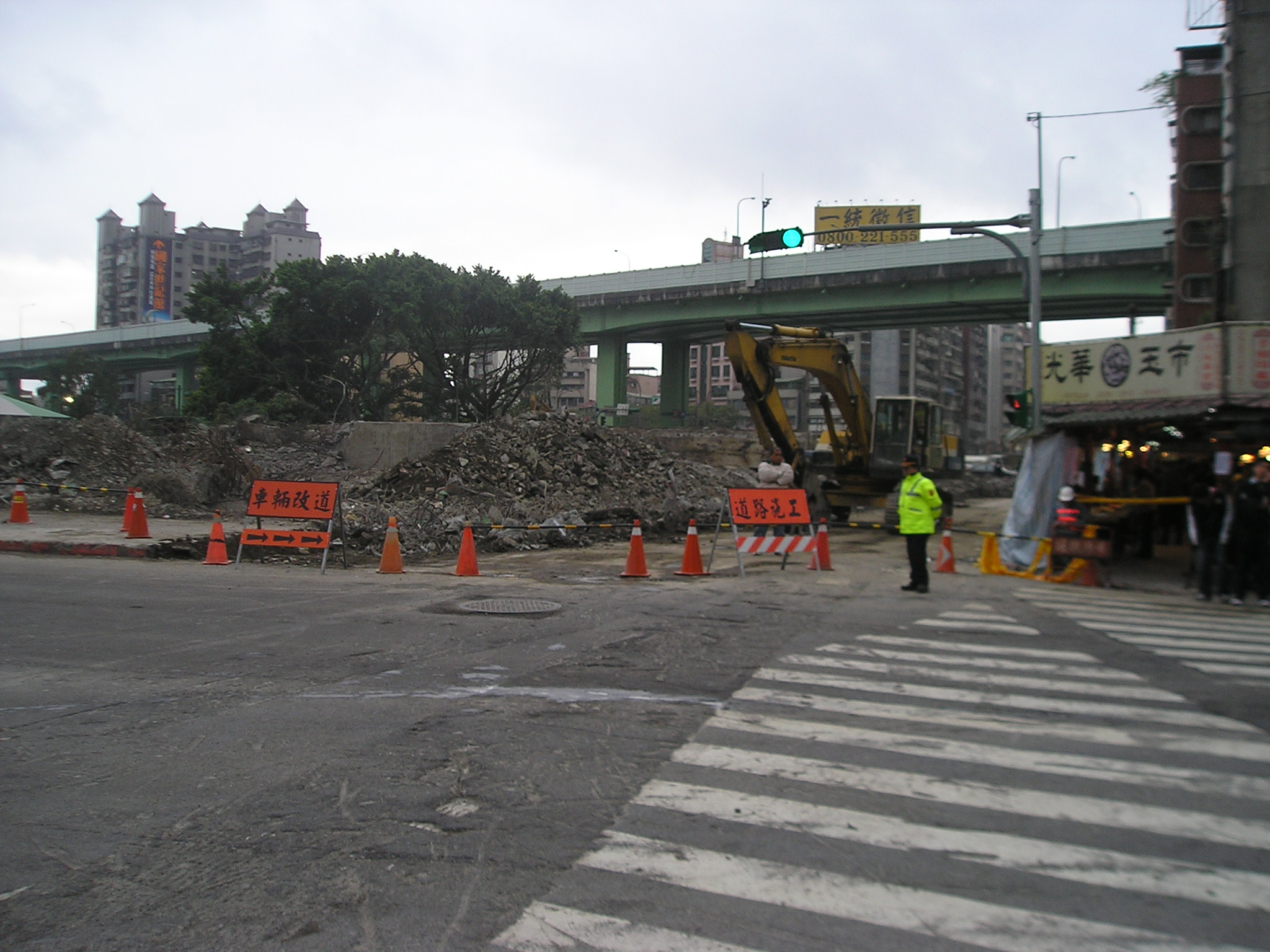
舊光華商場拆遷中

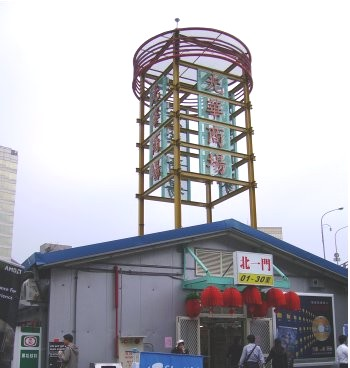
臨時光華商場

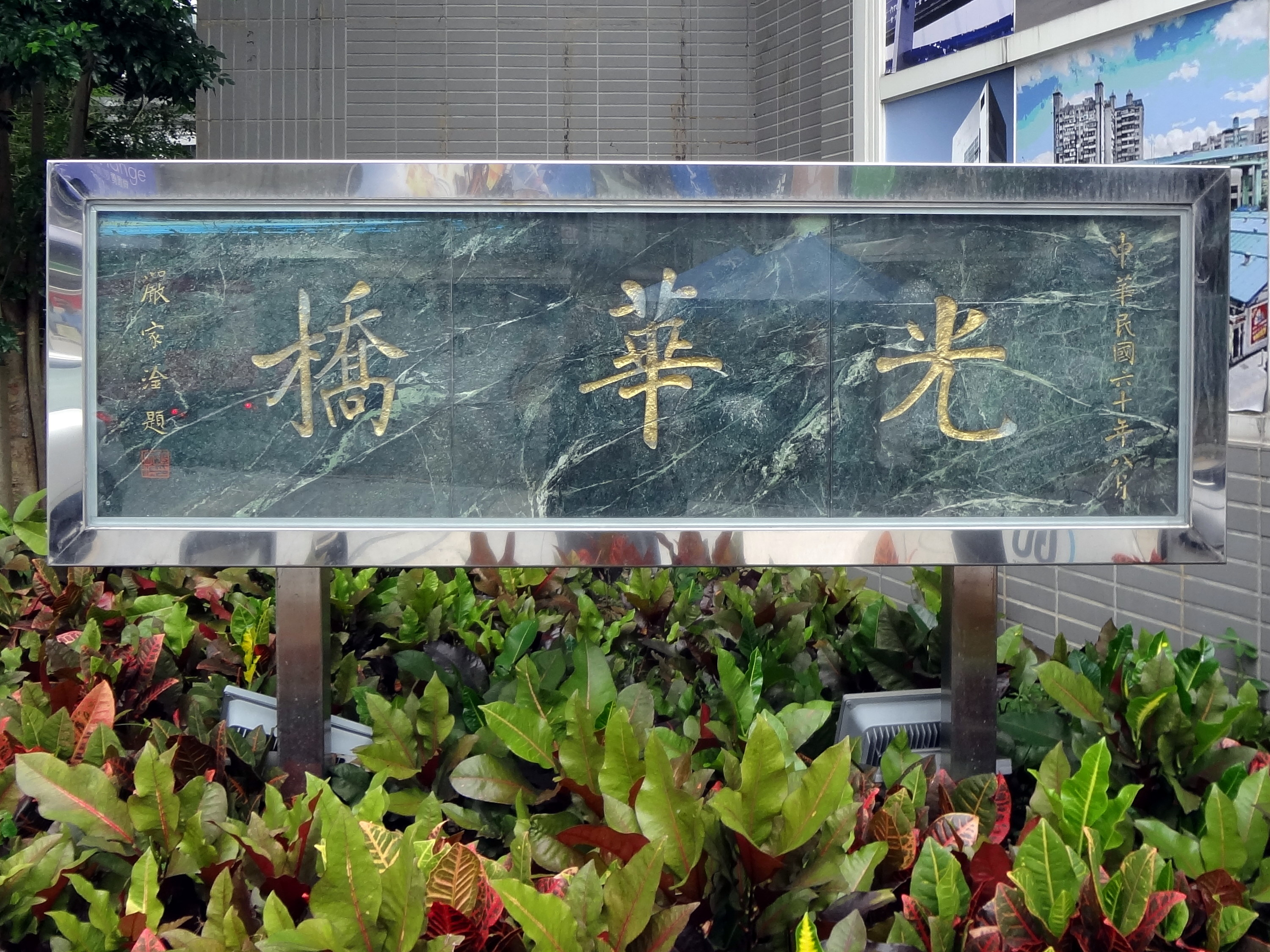
一面光華橋石牌立於光華數位新天地周邊花圃

隨著鐵路地下化工程全部完成，光華陸橋在交通上已經不再具有實際存在的必要性，反而因為橋身寬度有限不敷今日的交通流量而形成交通瓶頸。再加上2000年時，光華陸橋經臺北市政府工務局養護工程處鑑定，被認為在結構安全上有疑慮、不耐地震，臺北市政府以改善交通及橋樑安全為由考慮光華商場拆除遷建，卻遭到商家與部分市民反對而遲遲未實行。直至2005年6月20日，市長馬英九宣布，光華橋於2006年1月29日拆除。
同年1月15日下午，光華商場自治會會長與攤商代表等設供桌、焚香舉行祈福儀式後，宣告舊光華商場正式走入歷史。部分店家跟著歇業或遷至他處，其餘商家暫遷金山北路與市民大道口旁空地所搭起的臨時屋，距離舊址約500公尺，計196攤位進駐、佔地約2800坪，為昔日的兩倍大。分A、B、C、D、E五棟，共196個攤位，每攤位約10坪左右。
在拆除過程中有件有趣的插曲，那就是原本在橋的兩端共有嚴家淦題字的四塊「光華橋」石牌，在拆除前便有人開始拍賣此石牌，造成新聞熱烈討論。後來臺北市政府將四面石牌妥善保存，其中一面以壓克力與金屬錶框立於光華數位新天地入口處旁的花圃中，其中二面則存放於臺北探索館；另一面石牌，於捷運蘆洲線通車後，鑲於忠孝新生站內新建空間牆上，並輔以影音簡介光華橋及光華商場的歷史。

### 新大樓落成

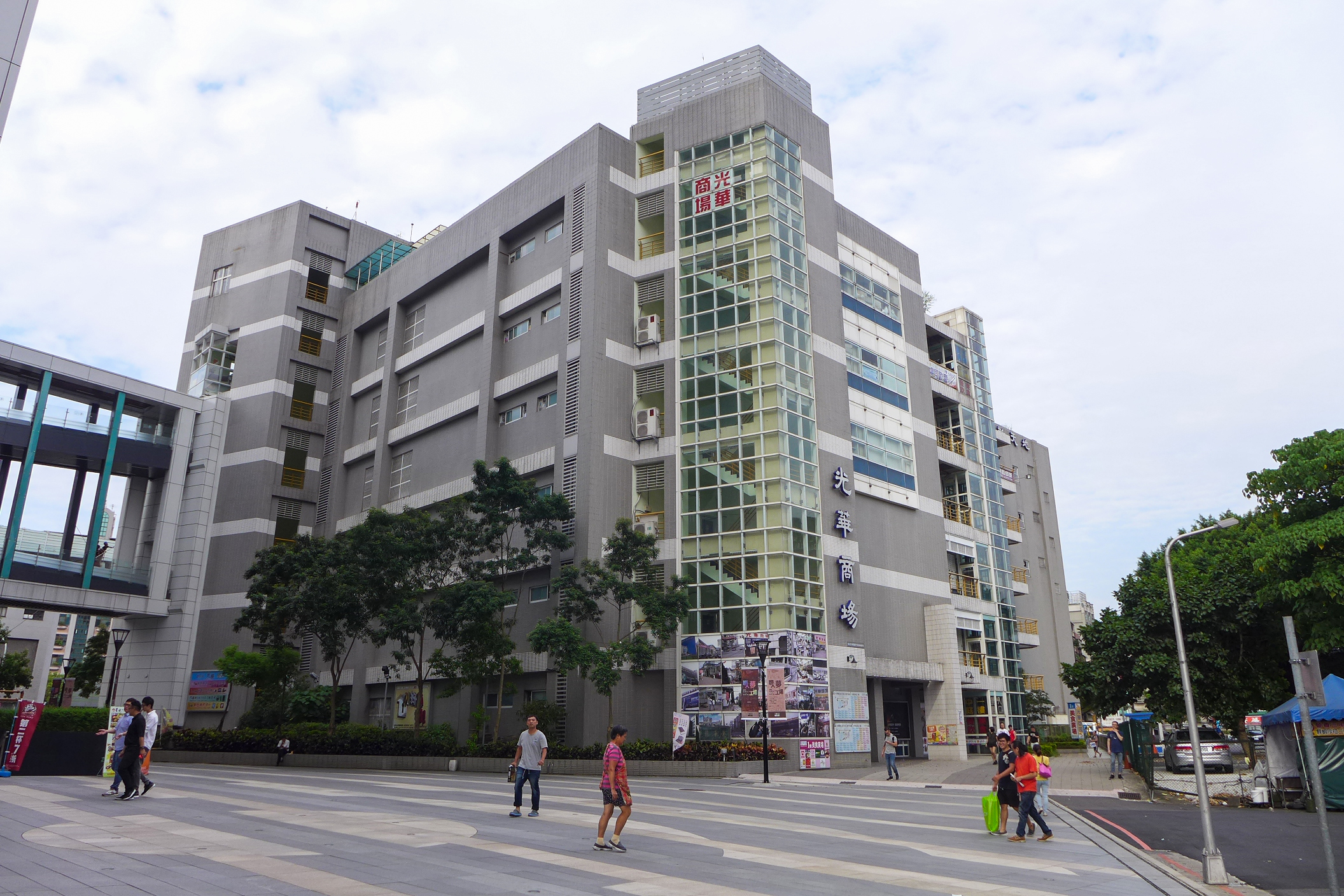
從八德路一段仰望光華數位新天地

光華商場的新大樓「光華數位新天地」在臨時屋搭建後不久開始興建（施工時曾稱「臺北資訊產業大樓」，臺北市政府並徵求新名稱後定名），為一地上6層、地下1層的建築。一樓為電子產品展示、金融、宅配、輕食區，2-3樓由現有光華商場的196個攤商進駐，4-5樓由西寧電子商場攤商進駐，6樓空間安排為維修站、教育、研發、辦公之用，B1層為停車場，希望能藉此營造一個類似東京秋葉原般的電子商圈。臨時屋和西寧電子廣場的攤位於2008年7月15日開始進駐，在經過兩天試賣後，7月19日正式營業。

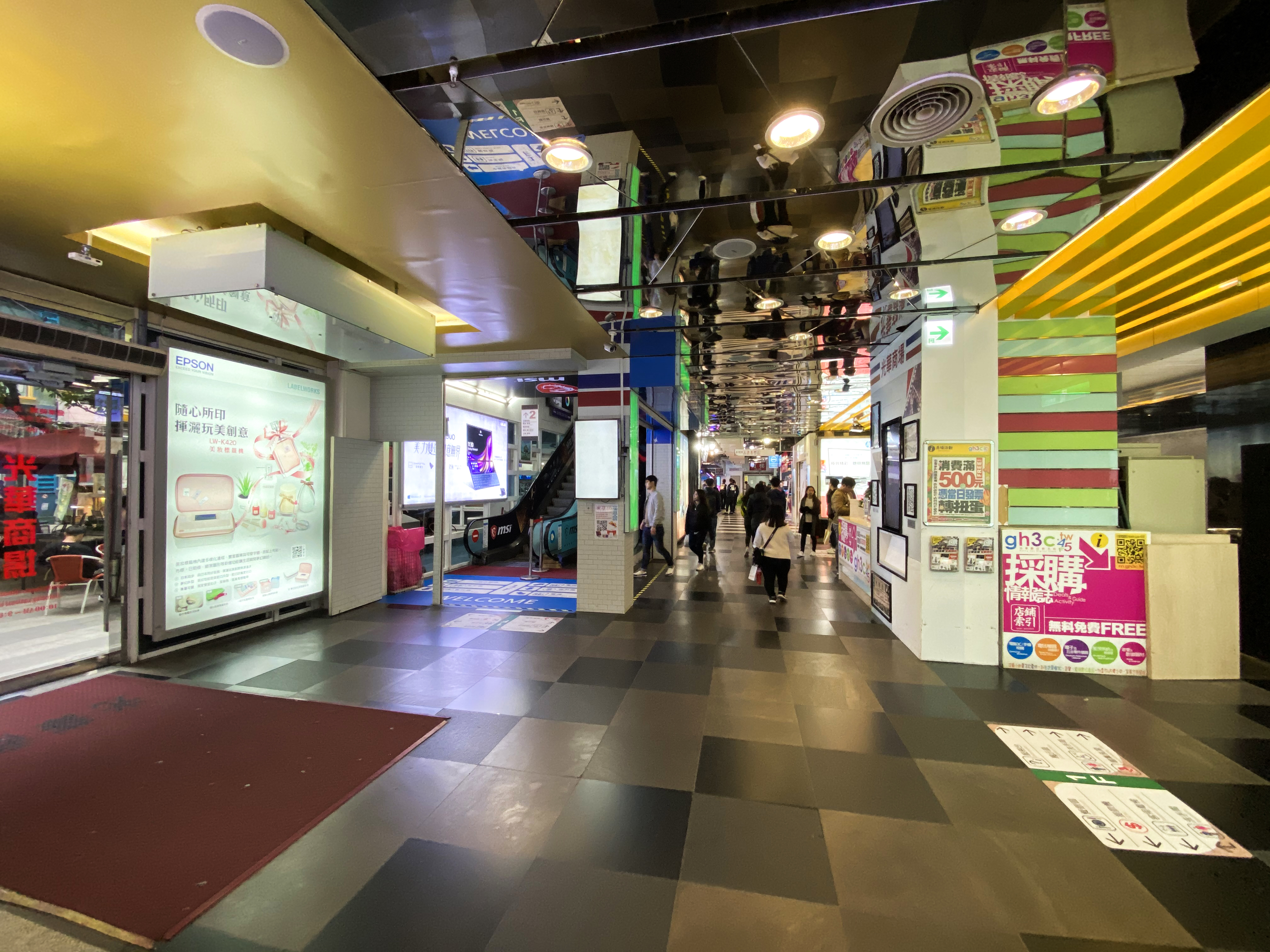
商場1樓大堂
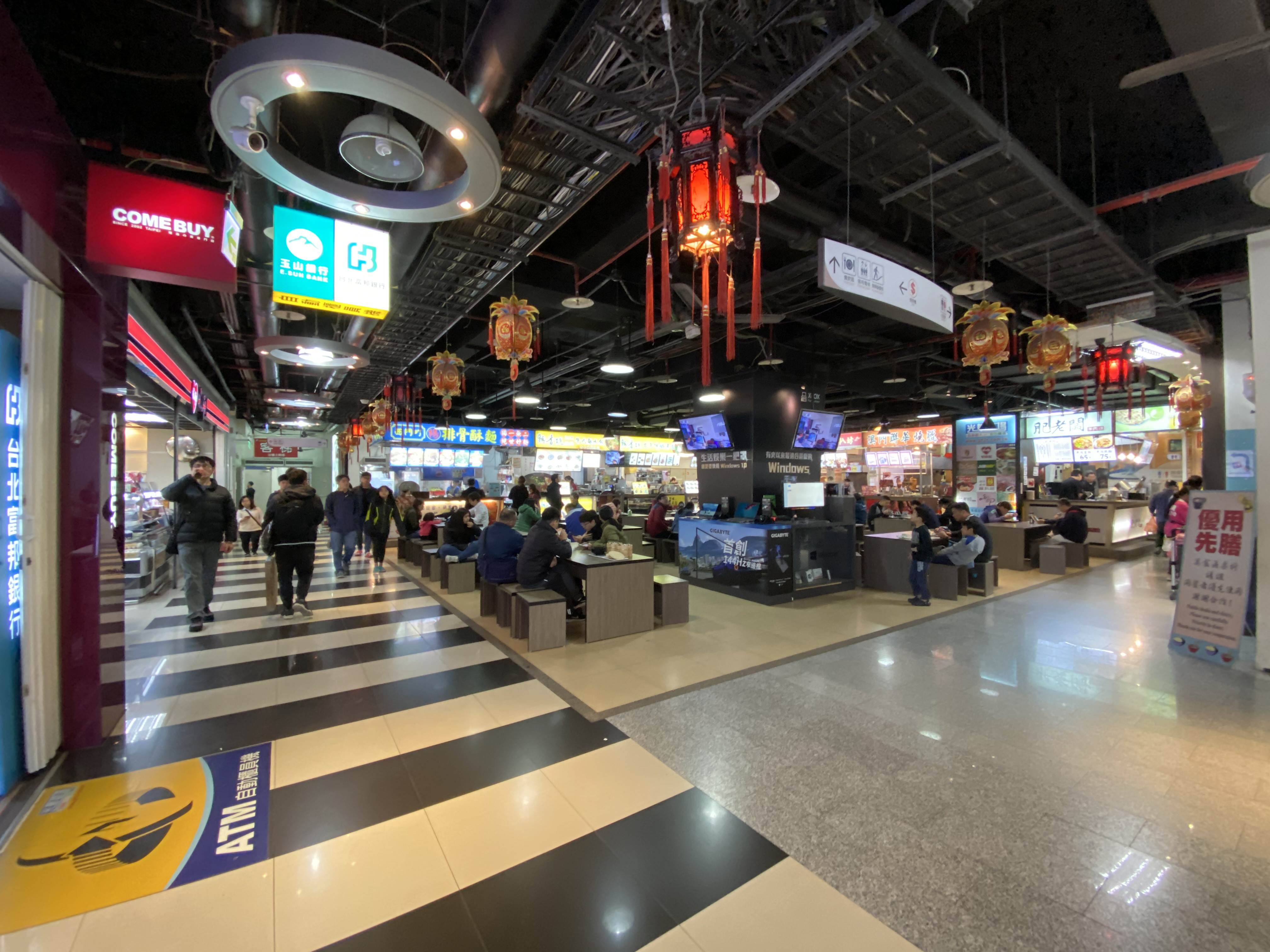
商場1樓美食廣場
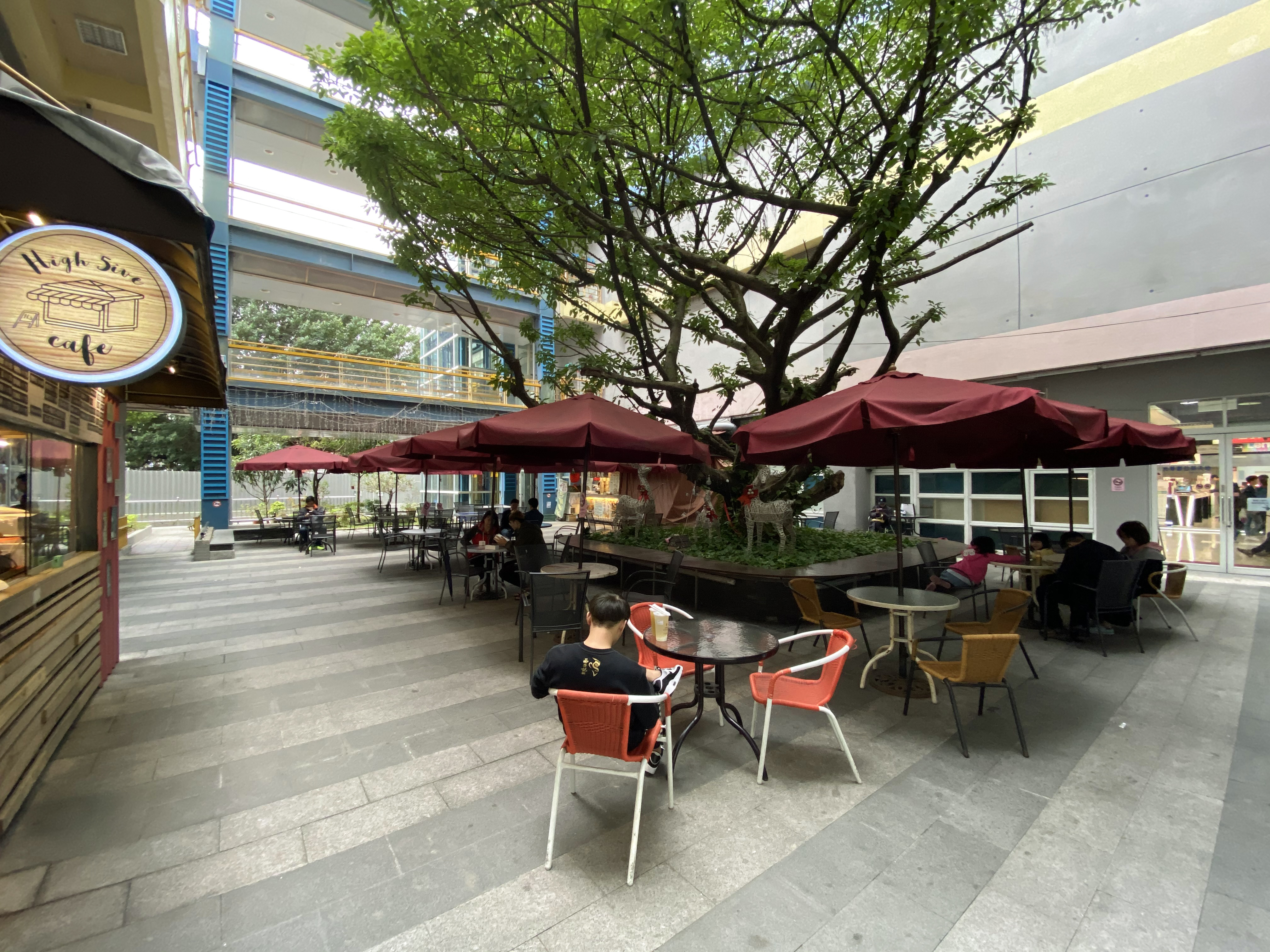
庭院
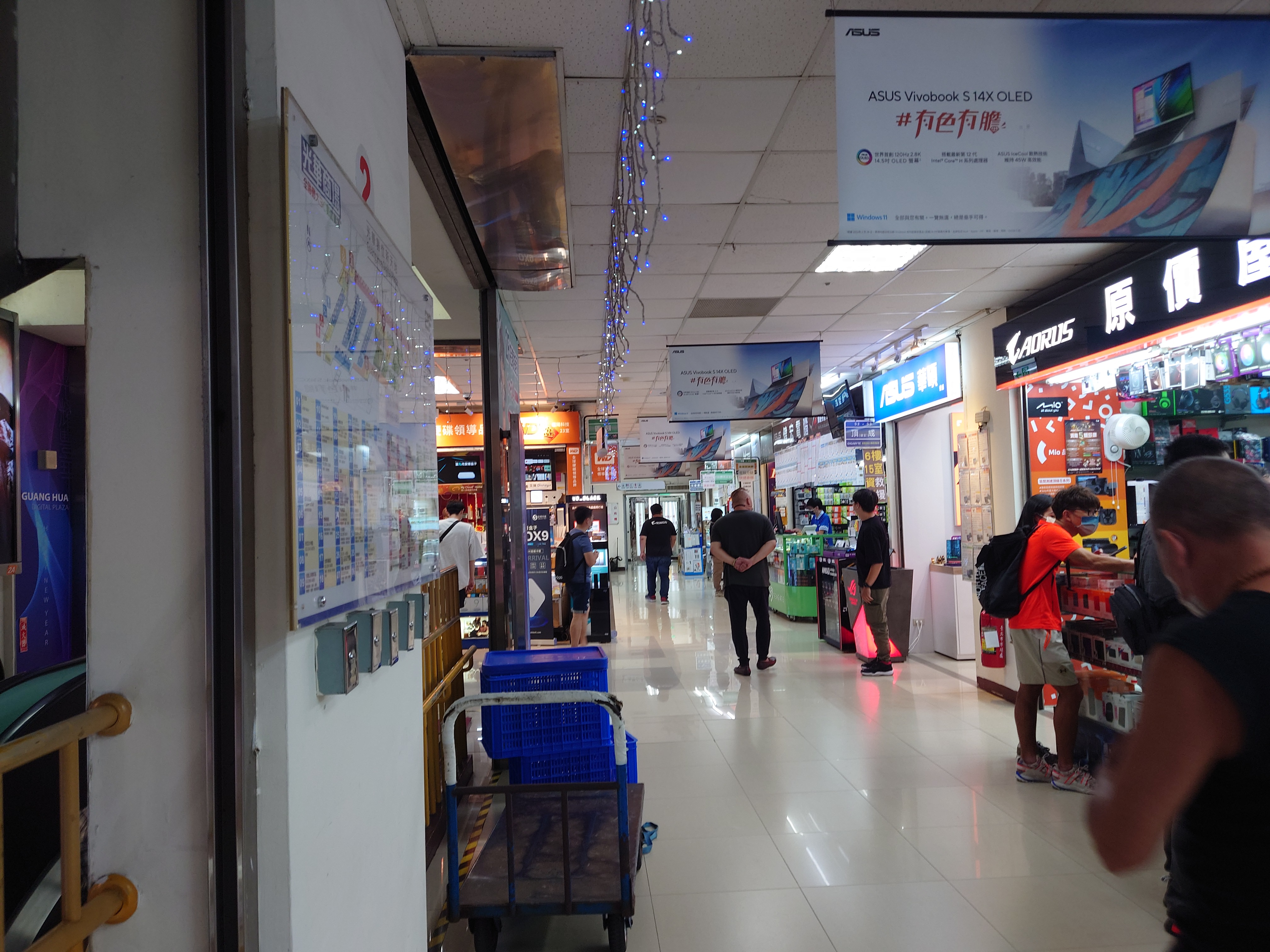
商場2樓
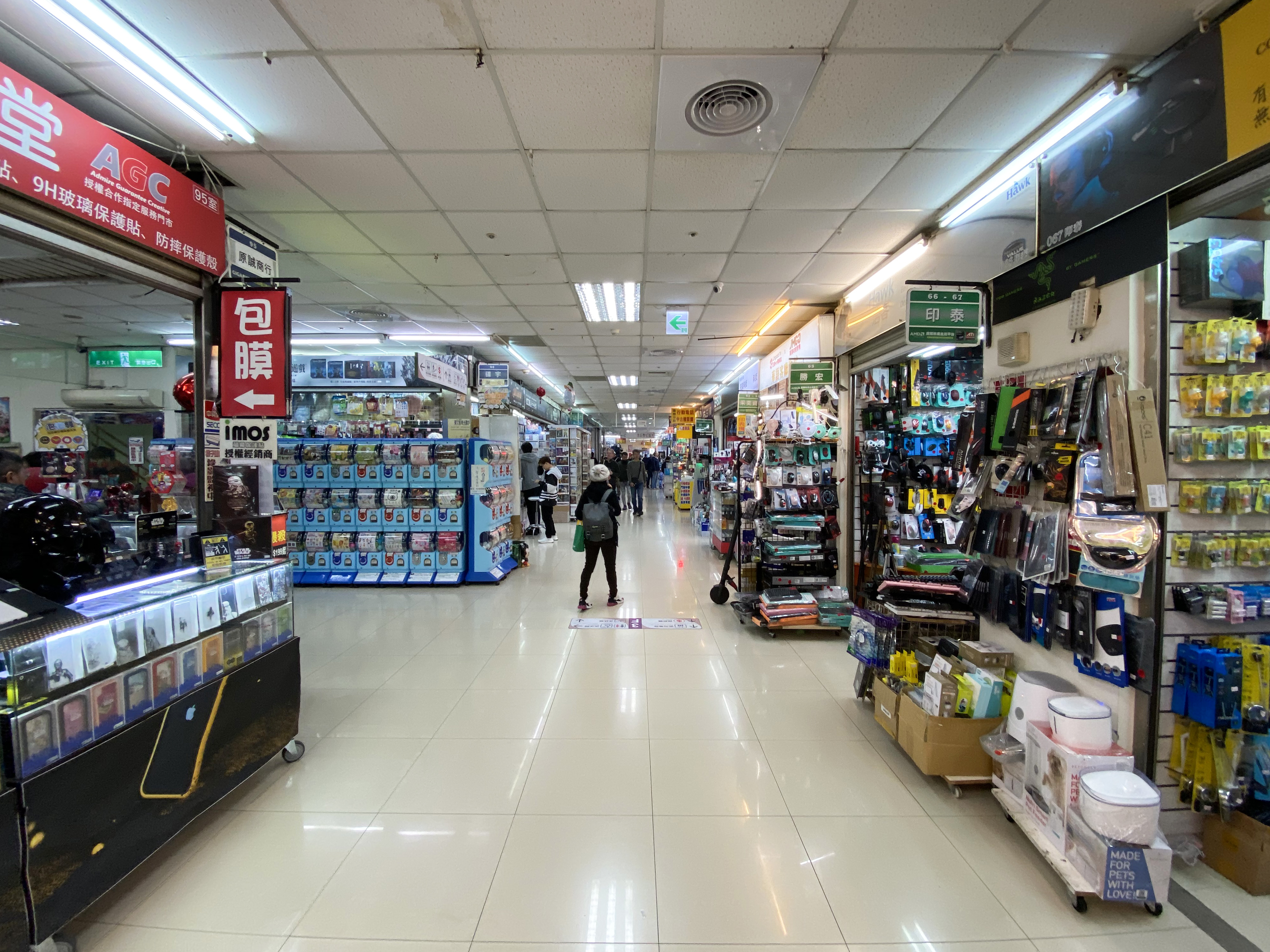
商場3樓
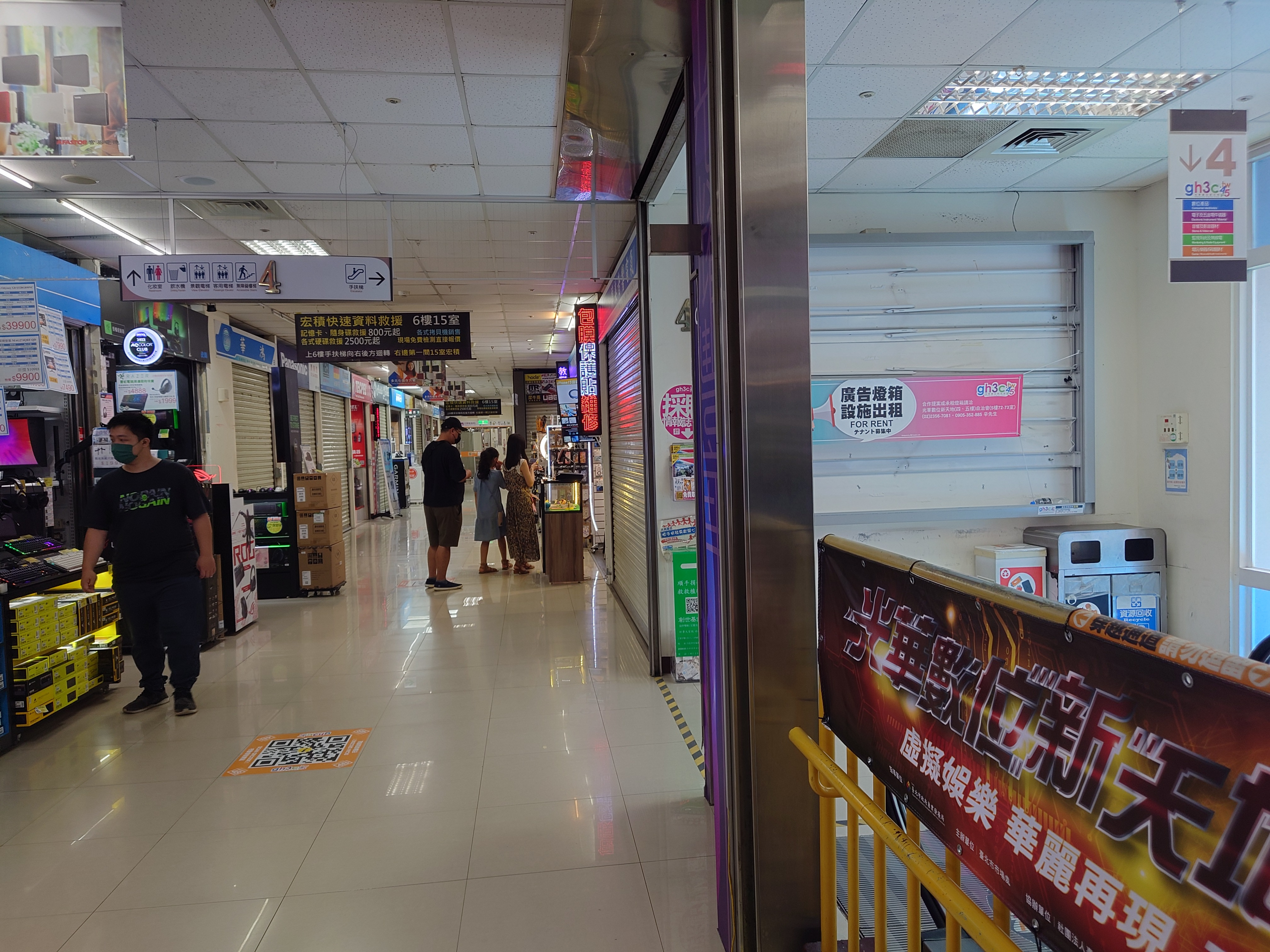
商場4樓
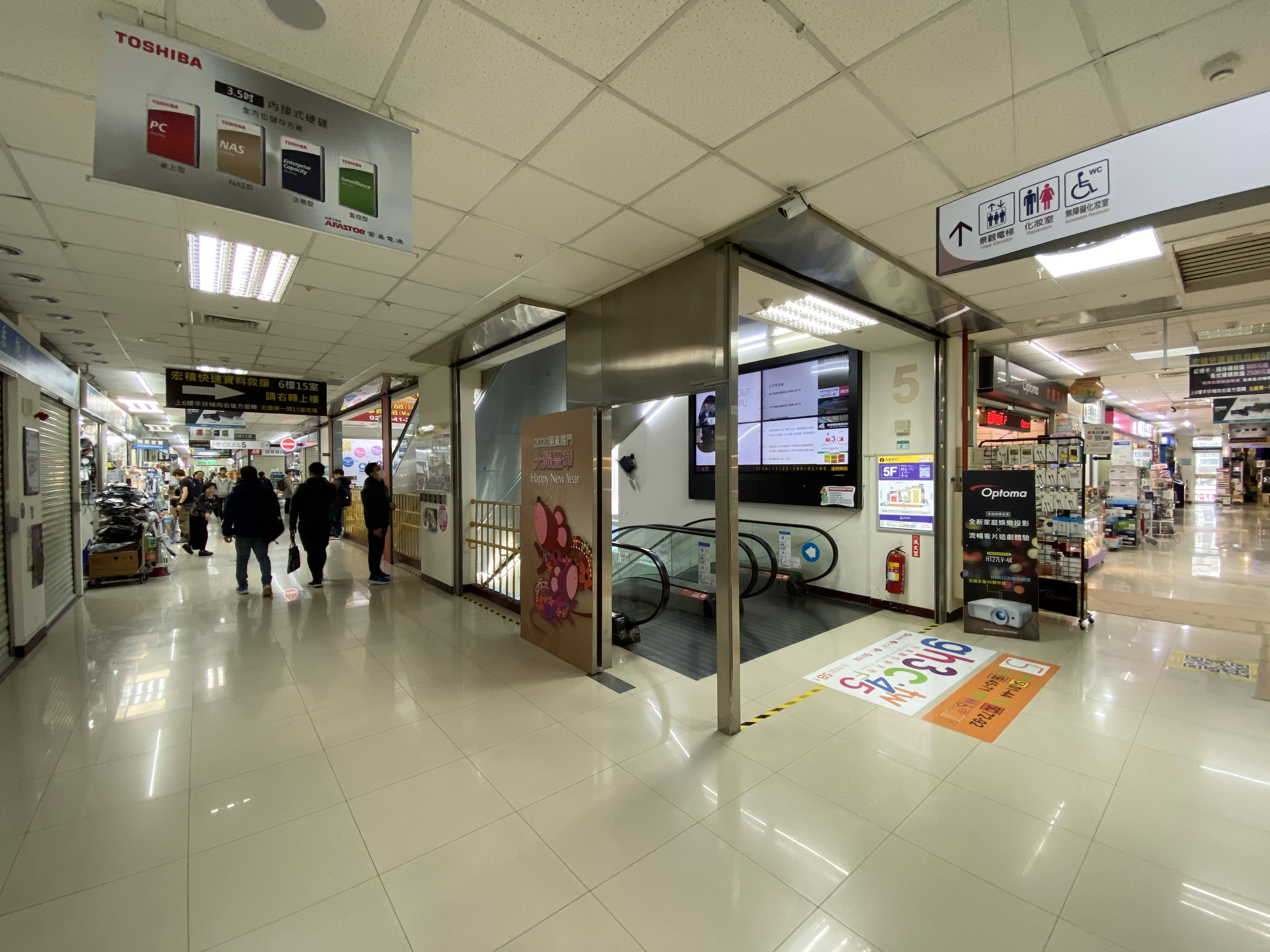
商場5樓
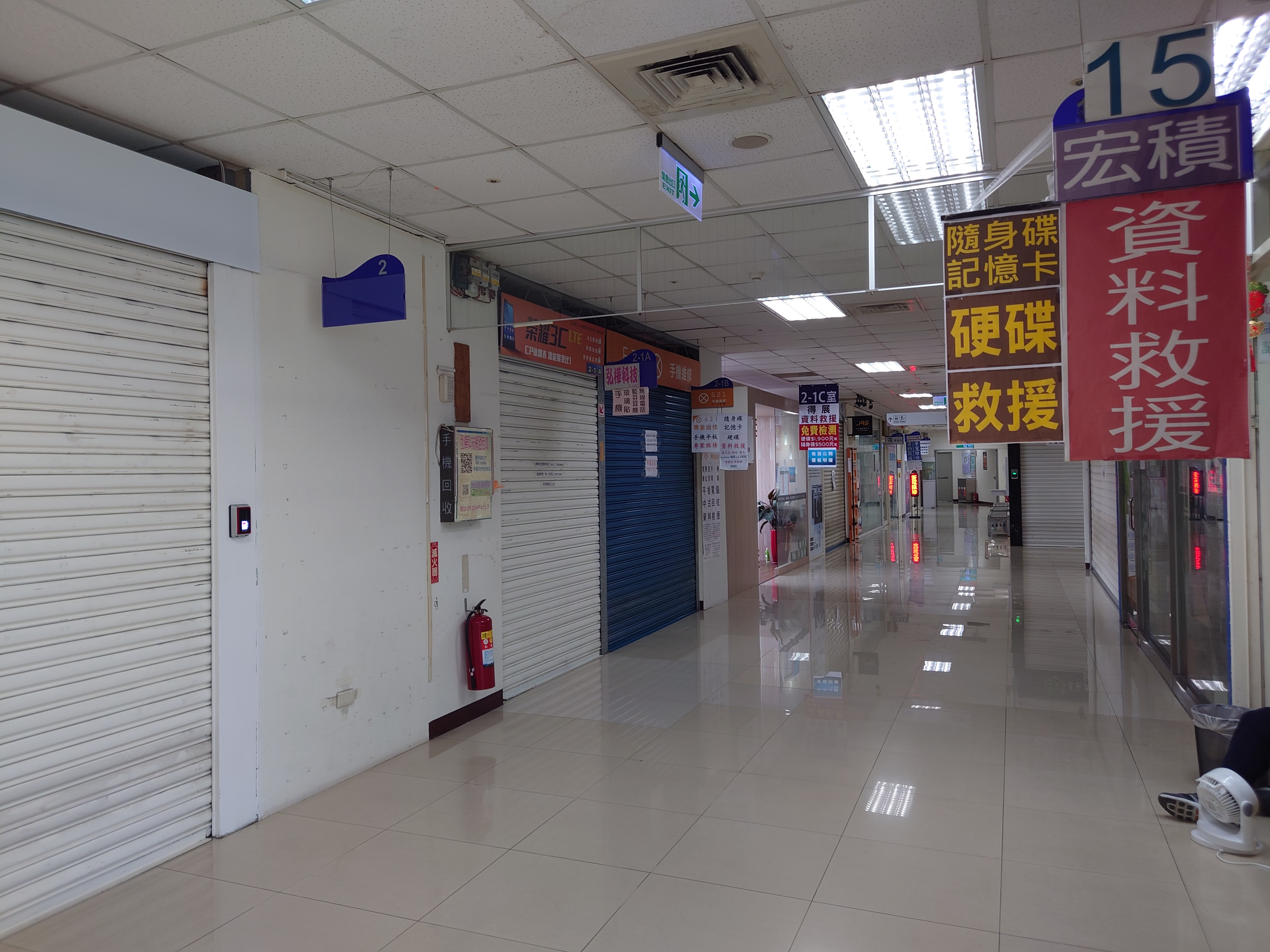
商場6樓

### 二期工程
光華數位新天地大樓旁，由臺北市政府規劃為「臺北資訊園區BOT案」第二期，於2010年4月27日開標，由鴻海集團得標於3年內以新台幣38億元資金興建成樓高70公尺的12層大樓，做為資訊產業育成中心與商場合而為一的新商場「三創數位生活園區」，商場於3、4樓設有兩座空中步廊與「光華數位新天地」3樓及5樓連通。

### 三期工程

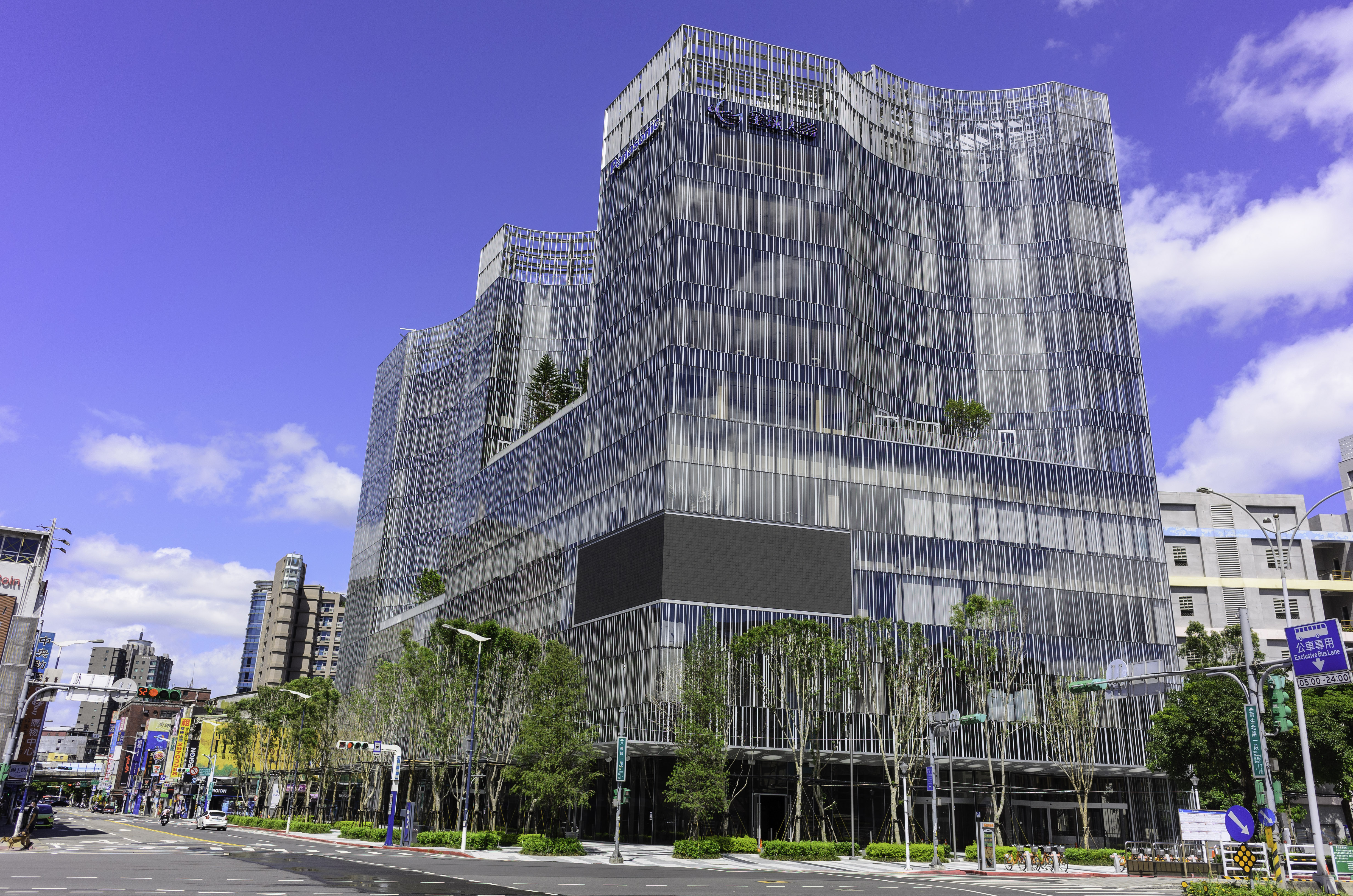
全球人壽希望廣場大樓

位於新生北路、八德路口原希望廣場土地，由臺北市政府規劃為「臺北資訊園區BOT案」第三期，由全球人壽得標。2018年底展開工程，2021年完工，為地上9層地下4層的建築，名稱為「全球人壽希望廣場」。

## 樓層介紹
| 樓層 | 樓層介紹             |
| ---- | -------------------- |
| 6樓  | 光華商場維修中心     |
| 5樓  | 光華數位新天地商場   |
| 4樓  | 光華數位新天地商場   |
| 3樓  | 光華3C商場           |
| 2樓  | 光華3C商場           |
| 1樓  | 美食廣場暨電子展示區 |
| B1   | 停車場               |

## 位置與資訊
光華商場之舊址位於新生北路的光華橋下，八德路與市民大道間（現今公車專用道「光華商場」站牌所在地）。2008年7月19日搬遷至新址後為位於新生北路與市民大道口。

## 商場週邊
- 華山文創園區
- 國立臺北科技大學
- 三創數位生活園區
- 建國啤酒廠
- 八德路資訊商圈
- 金融監督管理委員會證券期貨局
- 兆豐金融控股公司總部
- 兆豐國際商業銀行金控總部分行
- 忠孝國小
- 中山女中
- 臺北市公共自行車租賃系統
  - 光華商場
  - 金山市民路口
  - 捷運忠孝新生站（4號出口）
  - 捷運忠孝新生站（2號出口）
- 台北捷運
  -  板南線／ 中和新蘆線
    - 忠孝新生站

## 出版刊物
目前皆為每月免費贈送
- 《光華商場採購誌》（每月5日出刊，1.2.3樓，已停刊）
- 《採購情報誌[10]》（每月1日出刊，4.5樓）

## 外部連結
- （繁體中文）光華數位新天地1/2/3樓官方網站（社團法人臺北市光華商場發展協會）（页面存档备份，存于）
- （繁體中文）光華數位新天地4/5樓官方網站（光華數位新天地四、五樓自治會）（页面存档备份，存于）
- （繁體中文）光華商場3樓Q版地圖（页面存档备份，存于）
- 光華商場的Facebook專頁
- 光華數位新天地四、五樓 - 原西寧電子商場的Facebook專頁
- 光華數位新天地  臺北旅遊網 （页面存档备份，存于）

25°02′42.96″N 121°31′55.91″E / 25.0452667°N 121.5321972°E